# 19 mars
Pour les articles homonymes, voir Dix-Neuf-Mars.
19 février 19 avril
Chronologies thématiques
- Croisades
- Ferroviaires
- Sports
- Disney
- Anarchisme
- Catholicisme

Abréviations / Voir aussi
- (° 1852) = né en 1852
- († 1885) = mort en 1885
- a.s. = calendrier julien
- n.s. = calendrier grégorien
- Calendrier
- Calendrier perpétuel
- Liste de calendriers
- Naissances du jour

Le 19 mars est le 78e jour, moins souvent le 79e, de l'année du calendrier grégorien ; il en reste ensuite 287.
C'est la première date possible, mais peu fréquente, pour l'équinoxe de mars entre ledit 19 et le surlendemain 21 mars (dernière occurrence en 1796, prochaine en 2044).
Il correspondait généralement au 29e jour du mois de ventôse dans le calendrier républicain français, officiellement dénommé jour du frêne.

## Événements

### XIIIesiècle
- 1227 : élection du pape Grégoire IX.
- 1279 : victoire décisive de la dynastie Yuan mongole sur la dynastie Song à la bataille de Yamen.

### XIVesiècle
- 1315 : octroi de la Charte aux Normands par le roi de France Louis X le Hutin.

### XVesiècle
- 1447 : intronisation du pape Nicolas V.

### XVIesiècle
- 1563 : paix d'Amboise (édit de pacification).

### XVIIesiècle
- 1682 : adoption de la déclaration des Quatre articles.
- 1687 : l'explorateur René-Robert Cavelier de la Salle, parti chercher les sources du fleuve Mississippi, est assassiné par ses hommes.

### XVIIIesiècle
- 1702 : Anne Stuart devient reine d'Angleterre et d'Écosse.
- 1793 : bataille de Pont-Charrault, lors de la guerre de Vendée, et combat de Fleurigné, combat de Fougères, combat de Mané-Corohan, combat de Plabennec et Combat de Saint-Pol-de-Léon lors de la révolte contre la levée en masse en Bretagne.

### XIXesiècle
- 1807 : siège de Dantzig.
- 1808 : Ferdinand VII devient roi d'Espagne.
- 1812 : promulgation de la Constitution espagnole de 1812.
- 1817 : départ de l'affaire Fualdès.
- 1823 : Agustín de Iturbide, empereur du Mexique, abdique à la suite du soulèvement conduit par le général Santa Anna.
- 1853 : Nankin tombe aux mains des Taiping.
- 1898 : les îles Sous-le-Vent deviennent territoire français.

### XXesiècle
- 1907 : Émile Mauchamp est tué, ce qui déclenchera la campagne du Maroc.
- 1920 : le Sénat américain rejette le traité de Versailles.
- 1945 : Adolf Hitler, par l'ordre Néron, ordonne la destruction des infrastructures allemandes.
- 1946 : la Guyane, la Guadeloupe, la Martinique et La Réunion deviennent départements d’outre-mers français (DOM) et la citoyenneté française est étendue aux « indigènes » de ces territoires[1].
- 1950 : lancé par le communiste Frédéric Joliot-Curie et le Mouvement mondial des partisans de la paix, l'appel de Stockholm contre la bombe atomique recueille environ dix millions de signatures en France.
- 1962 : cessez-le-feu officiel, faisant suite aux accords d'Évian signés la veille et marquant la fin de la guerre d'Algérie.
- 1978 :
  - l'armée israélienne prend le contrôle de la presque totalité du Liban au sud du fleuve Litani.
  - résolution no 425 du Conseil de sécurité des Nations unies concernant Israël, le Liban et la création de la F.I.N.U.L..
- 1984: déclaration conjointe de l'Angola et de Cuba sur le retrait des troupes cubaines d'Angola.
- 1999 : échec des pourparlers à la conférence de Rambouillet pendant la guerre du Kosovo.
- 2000 : victoire d'Abdoulaye Wade à l'élection présidentielle au Sénégal.

### XXIesiècle
- 2003 :
  - début de l'opération irakienne Liberté.
  - Mahmoud Abbas devient Premier ministre de l'Autorité palestinienne.
- 2006 : réélection d'Alexandre Loukachenko à la présidence biélorusse.
- 2011 : début de l'intervention militaire occidentale en Libye.
- 2020 : les élections législatives ont lieu au Vanuatu afin d'en renouveler pour quatre ans les cinquante-deux sièges du Parlement.
- 2023 : au Monténégro, 1er tour de l’élection présidentielle et le président sortant Milo Đukanović et Jakov Milatović arrivent en tête[2].
- 2025 : en Turquie, des manifestations surviennent à la suite de l'incarcération du maire d'Istanbul et opposant au pouvoir Ekrem İmamoğlu[3].

## Arts, culture et religion
- 1864 : Joseph Manyanet y Vives fonde la congrégation des Fils de la Sainte-Famille.
- 1895 : tournage du premier film de l'histoire du cinématographe La Sortie de l'usine Lumière à Lyon.
- 1919 : publication à Paris du premier numéro de la revue Littérature, créée par Louis Aragon, André Breton et Philippe Soupault[4].
- 1950 : béatification de Paule Élisabeth Cerioli.
- 2013 : intronisation du pape François.

## Sciences et techniques
- 1932 : inauguration du pont de Sydney en Australie.
- 2019 : l'Américaine Karen Uhlenbeck remporte le prix Abel et devient à ce titre la première femme à recevoir cette récompense.

## Économie et société
- 1950 : signature d'un appel de Stockholm contre la bombe atomique.
- 2016 :
  - écrasement du vol 981 Flydubai à l’atterrissage à Rostov-sur-le-Don en Russie (62 victimes).
  - attentat meurtrier à Istanbul pour la deuxième fois cette année-là.
- 2019 : les provinces iraniennes du Fars, du Golestan, du Mazandéran, du Khouzistan, du Lorestan et d'Ilam sont touchées par des inondations qui tuent 70 personnes[5].
- 2023 : en Suisse, le Conseil fédéral annonce le rachat du Crédit suisse par UBS[6].

## Naissances

### XVesiècle
- 1409 : Henri IV d'Absberg, prince-évêque de la principauté épiscopale de Ratisbonne († 26 juillet 1492.
- 1433 : Abd Allah (Timourides), personnage historique mongol († 22 juin 1451.
- 1434 : Ashikaga Yoshikatsu, septième des shoguns Ashikaga de la période Muromachi († 16 août 1443 âgé de 9 ans).

### XVIesiècle
- 1534 : 
  - José de Anchieta, prêtre espagnol († 9 juin 1597).
  - Lodovico Capponi le Jeune, banquier, mécène et homme de cour florentin († 6 mai 1614).
- 1542 : Jan Zamoyski, aristocrate polonais († 3 juin 1605).
- 1547 : Carlo Pascale, diplomate et antiquaire italien († 25 décembre 1625).
- 1553 : Conrad Schetz de Grobbendonck, administrateur et diplomate des Pays-Bas méridionaux († 16 juillet 1632).
- 1574 : Usta Mourad, armateur corsaire, devenu dey de Tunis († juin 1640).
- 1583 : Secondo Lancellotti, écrivain et religieux italien († 16 janvier 1643).
- 1590 :
  - William Bradford, gouverneur américain de la colonie Plymouth au Massachusetts († 9 mai 1657).
  - Samuel Braun, chirurgien-barbier et explorateur suisse († 31 juillet 1668).
- 1591 : Dirck Hals, peintre néerlandais des Provinces-unies du siècle d’or (inhumé le 17 mai 1656).
- 1595 : Carlo de' Medici, cardinal italien († 17 juin 1666).

### XVIIesiècle
- 1601 : Alonso Cano, artiste peintre, architecte et sculpteur espagnol († 3 octobre 1667).
- 1613 : Bertrand d'Ogeron de La Bouëre, officier et administrateur colonial français († 31 janvier 1676).
- 1629 : Alexis Ier de Russie, tsar de Russie († 8 février 1676).
- 1642 : Giuseppe Sacripante, cardinal italien († 4 janvier 1727).
- 1657 : Jean Le Clerc, théologien et pasteur protestant suisse († 8 janvier 1736).
- 1661 : Francesco Gasparini, compositeur et professeur de musique italien († 22 février 1727).
- 1666 : Johann Leonhard Frisch, linguiste, naturaliste et entomologiste allemand († 21 mars 1743).
- 1675 : Giuseppe Maria Orlandini, compositeur italien baroque († 24 octobre 1760).
- 1684 : Jean Astruc, médecin théoricien français († 5 mai 1766).
- 1689 : Pierre-Joseph Alary, homme d'Église et homme de lettres français († 15 décembre 1770).
- 1695 : Christian Seybold, peintre baroque allemand († 28 septembre 1768).
- 1698 : Jean Calas, commerçant français, connu pour l'affaire Calas du 13 octobre 1761 († exécuté le 10 mars 1762).

### XVIIIesiècle
- 1739 : Charles-François Lebrun, homme politique français († 14 juin 1824).
- 1750 : André Joseph Abrial, homme politique français († 13 novembre 1828).
- 1751 : Marie-Josèphe d'Autriche, archiduchesse d'Autriche († 15 octobre 1767).
- 1762 : Bernard Dessein, militaire français († 30 septembre 1823).
- 1765 : René Palierne de La Haudussais, militaire français et chef vendéen († 8 janvier 1828).
- 1767 : François Régis de La Bourdonnaye, homme politique français († 28 août 1839).
- 1768 : Rosalie Lamorlière, dernière domestique de la reine Marie-Antoinette à la Conciergerie, avant son exécution en 1793 († 2 février 1848).
- 1779 : Józef Dwernicki, militaire polonais († 22 septembre 1857).
- 1784 : Joséphine Rostkowska, médecin militaire polonaise, supercentenaire († 18 juillet 1896).

### XIXesiècle
- 1805 : Alphonse Le Flaguais, bibliothécaire, écrivain et poète français († 2 janvier 1861).
- 1807 : 
  - Jean-Baptiste-Antoine Lassus, architecte français († 15 juillet 1857).
  - Isidore Latour, écrivain et dramaturge français († 27 janvier 1891).
- 1813 : David Livingstone, missionnaire et explorateur britannique († 1er mai 1873).
- 1818 : Petar Preradović, poète croate († 18 août 1872).
- 1819 : Ferdinand Mathieu, ingénieur français († 10 mars 1895).
- 1821 : Richard Francis Burton, explorateur britannique († 19 octobre 1890).
- 1828 : Maria Vlier, enseignante et historienne du Suriname († 8 juillet 1908).
- 1830 : Hubert Anson Newton, astronome et mathématicien américain († 12 août 1896).
- 1833 : Auguste Allongé, peintre paysagiste français de l'École de Barbizon († 4 juillet 1898).
- 1844 : Minna Canth, femme de lettres et militante féministe finlandaise († 12 mai 1897).
- 1845 : Pierre Brugeilles, député de la Corrèze († 8 février 1893).
- 1848 : 
  - Wyatt Earp, officier et maréchal américain, ayant participé à la fusillade d'O.K. Corral († 13 janvier 1929).
  - Léonce Fabre des Essarts, occultiste français, un poète symboliste, homme politique et théoricien de la gnose et du christianisme ésotérique († 22 février 1917).
- 1849 : Alfred von Tirpitz, homme politique allemand († 6 mars 1930).
- 1851 :
  - Roque Sáenz Peña, président argentin († 9 août 1914).
  - Léo-Paul Robert, artiste peintre suisse († 10 septembre 1923).
  - Pierre Xavier Emmanuel Ruffey, militaire français († 14 décembre 1928).
  - Frédéric-François III de Mecklembourg-Schwerin, souverain de Mecklembourg-Schwerin († 10 avril 1897).
- 1855 : Robert de Montesquiou, homme de lettres et dandy français († 11 décembre 1921).
- 1857 :
  - Auguste Dorchain, écrivain et un poète français († 7 février 1830).
  - Marie-Josèphe de Portugal, infante du Portugal († 11 mars 1943).
  - Herluf Winge, zoologiste danois († 10 novembre 1923).
- 1861 : Lomer Gouin, homme politique canadien († 28 mars 1929).
- 1866 : André Bellessort, poète et essayiste français († 22 janvier 1942).
- 1870 : Cheche (José Marrero Bez dit), matador mexicain († 11 août 1909).
- 1871 : Marie Vetsera, maîtresse de l'archiduc Rodolphe d'Autriche († 30 janvier 1889).
- 1873 : Max Reger, compositeur, musicien et chef d’orchestre allemand († 11 mai 1916).
- 1876 : Felix Jacoby, philologue classique allemand (+ 10 novembre 1959).
- 1878 : Ferdinand Davaux, chansonnier belge († 5 décembre 1918).
- 1879 : Hugh Grosvenor, 2e duc de Westminster († 19 juillet 1953).
- 1882 : Gaston Lachaise, sculpteur américain d'origine française († 18 octobre 1935).
- 1883 :
  - Walter Norman Haworth, chimiste britannique, prix Nobel de chimie en 1937 († 19 mars 1950).
  - Pepete III (José Gallego Mateo dit), matador espagnol († 7 septembre 1910).
  - Joseph Stilwell, général américain († 12 octobre 1946).
- 1884 : Angus Campbell, dirigeant de hockey sur glace canadien († en 5 mars 1976).
- 1886 : Jean Despujols, artiste peintre français († 26 janvier 1965).
- 1887 : Gyula Kabos, acteur hongrois († 6 octobre 1941).
- 1888 : 
  - Léon Scieur, coureur cycliste belge († 7 octobre 1969).
  - Josef Albers, peintre et enseignant de l'art Allemand († 25 mars 1976).
- 1889 : Manuel II, dernier roi du Portugal de 1908 à 1910 († 2 juillet 1932).
- 1890 :
  - Robert de Vernejoul, chirurgien français († 14 octobre 1992).
  - Jennie Fletcher, nageuse britannique, championne olympique en 1912 († 17 janvier 1968).
  - Nancy Elizabeth Prophet, sculptrice américaine († 13 décembre 1960).
- 1891 :
  - Octave Manjoin, soldat français revenu amnésique de la Première Guerre mondiale († 10 septembre 1942).
  - Earl Warren, homme politique américain († 9 juillet 1974).
- 1892 : James Van Fleet, général américain († 23 septembre 1992).
- 1893 : José María Velasco Ibarra, homme d'État équatorien, cinq fois président de l'Équateur entre 1934 et 1972 († 30 mars 1979).
- 1894 : Ferdinand Dubreuil, dessinateur et graveur français († 30 janvier 1972).
- 1895 : Marcel Vanco, footballeur français († 15 juillet 1987).
- 1897 :
  - Betty Compson, actrice américaine († 18 avril 1974).
  - Joseph Darnand, militaire et homme politique français († 10 octobre 1945).
- 1900 :
  - François Clauzel, joueur international français de rugby à XV († 27 octobre 1965).
  - Frédéric Joliot-Curie, physicien français, prix Nobel de chimie 1935 († 14 août 1958).
  - René Lorain, athlète français († 25 octobre 1984).

### XXesiècle
- 1903 : Henri Guillemin, historien franco-suisse, critique littéraire, conférencier, polémiste, homme de radio et de télévision, conteur historique et littéraire († 4 mai 1992).
- 1904 :
  - André Loizillon, ingénieur français († 13 août 1990).
  - John Sirica, juge américain, impliqué dans le scandale du Watergate († 14 août 1992).
- 1905 : 
  - Rush Rhees, philosophe et enseignant britannique († 22 mai 1989).
  - Albert Speer, premier architecte du troisième Reich († 1er septembre 1981).
- 1906 : Adolf Eichmann, haut responsable nazi († 31 mai 1962).
- 1907 : Elizabeth Maconchy, compositrice et pédagogue († 11 novembre 1994).
- 1908 : Christa Schroeder, secrétaire d'Adolf Hitler († 28 juin 1984).
- 1909 :
  - Attilio Demaría, footballeur italien († 11 novembre 1990).
  - Louis Hayward, acteur britannique († 21 février 1985).
  - Nell Hall Hopman, joueuse de tennis australienne († 10 janvier 1968).
  - Charles-François Landry, écrivain suisse († 23 février 1973).
  - Émile Morlaix, sculpteur français († 10 juin 1990).
- 1911 : 
  - Richard Aherne, acteur irlandais († 8 juin 2002).
  - Pepe Blanco, chanteur espagnol de flamenco († 17 décembre 1981).
  - Paul Coirre, homme politique français († 14 décembre 1989).
  - André Grassi, compositeur, chef d'orchestre, arrangeur musical et parolier français († 15 mars 1972).
  - Jerzy Jurandot, poète, dramaturge, scénariste, ingénieur du son et auteur-compositeur polonais († 16 août 1979).
  - Simone Renant, actrice française († 29 mars 2004).
  - Kenneth Robinson, homme politique travailliste britannique († 16 février 1996).
  - Paul Thillard, homme politique français († 17 août 1998).
  - Arnold Viiding, athlète estonien spécialiste du lancer du poids († 19 octobre 2006).
  - Frank Wilde, joueur de tennis britannique († 6 février 1982).
- 1912 : Adolf Galland, aviateur allemand († 9 février 1996).
- 1913 : Michel Brusseaux, footballeur français († 28 février 1986).
- 1914 :
  - Jay Berwanger, joueur de football américain († 26 juin 2002).
  - Fred Clark, acteur américain († 5 décembre 1968).
- 1916 : Irving Wallace, écrivain et scénariste américain († 29 juin 1990).
- 1917 :
  - Dinu Lipatti, pianiste roumain († 2 décembre 1950).
  - Carnicerito de Méjico, matador mexicain († 15 septembre 1947).
  - Curly Russell, musicien américain († 3 juillet 1986).
- 1919 :
  - José Lebrún Moratinos, prélat vénézuélien († 21 février 2001).
  - Sein Win, militaire et homme d'État birman († 29 juin 1993).
- 1920 : 
  - Huguette Galmiche, mannequin française et mère de Johnny Hallyday († 29 août 2007).
  - Laurent Noël, évêque québécois devenu centenaire.
- 1921 :
  - Émile Bongiorni, footballeur français († 4 mai 1949).
  - Alfred A. Häsler, journaliste et écrivain suisse († 7 avril 2009).
  - Joseph-Marie Trinh van-Can, prélat vietnamien († 18 mai 1990).
- 1923 :
  - Pamela Britton, actrice américaine († 17 juin 1974).
  - Serse Coppi, coureur cycliste italien, frère de Fausto Coppi († 29 juin 1951).
  - Betty Goodwin, sculptrice et peintre canadienne († 1er décembre 2008).
  - Henry Morgentaler, médecin et militant pro-choix canadien († 29 mai 2013).
- 1924 : Gaston Dron, coureur cycliste français († 23 août 2008).
- 1926 :
  - Henri-René « Jimmy » Guieu, écrivain de science-fiction, essayiste ufologue et homme de radio français († 2 janvier 2000).
  - Valerio Zurlini, cinéaste italien († 28 octobre 1982).
- 1927 :
  - Richie Ashburn, joueur de baseball américain († 9 septembre 1997).
  - Daniel Carpentier, footballeur français († 18 octobre 2004).
- 1928 :
  - Arthur Cook, tireur sportif américain champion olympique († 21 février 2021).
  - Hans Küng, théologien suisse († 6 avril 2021).
  - Marceline Loridan-Ivens (née Marceline Rozenberg), scénariste, cinéaste, productrice et écrivaine essayiste française survivante et témoin de la Shoah, compagne de déportation et amie de Simone Veil († 18 septembre 2018).
  - Patrick McGoohan, acteur américain († 13 janvier 2009).
- 1930 : Alex Métayer, humoriste français († 21 février 2004).
- 1932 : Gay Brewer, golfeur américain († 31 août 2007).
- 1933 : Philip Roth, écrivain américain († 22 mai 2018).
- 1935 : Gilbert Bozon, nageur français († 21 juillet 2007).
- 1936 : Ursula Andress, actrice suisse.
- 1937 :
  - Clarence « Frogman » Henry, chanteur et musicien américain.
  - Egon Krenz, dernier dirigeant est-allemand de l'ex-R.D.A., de transition entre Eric Honecker et la réunification avec l'ouest.
  - Michel Winock, historien et universitaire français.
- 1939 : Miguelín (Miguel Mateo Salcedo dit), matador espagnol († 21 juillet 2003).
- 1940 : Jean-Paul Tribout, acteur français, célèbre pour son rôle de Pujol au sein du trio principal de la série Les Brigades du Tigre.
- 1941 :
  - Yves Brunier, marionnettiste, auteur et comédien français, créateur du personnage de Casimir dans L'île aux enfants, sous la défroque orange du personnage.
  - Florence Delay, femme de lettres, scénariste et académicienne française.
- 1943 : Vern Schuppan, pilote de Formule 1 et d'endurance australien, vainqueur des 24 Heures du Mans 1983.
- 1944 : Sirhan Sirhan, palestinien condamné pour l’assassinat de Robert Francis Kennedy.
- 1945 : Modestas Paulauskas, basketteur lituanien.
- 1946 :
  - Paul Atkinson, musicien britannique du groupe The Zombies († 1er avril 2004).
  - Ruth Pointer, chanteuse américaine du groupe The Pointer Sisters.
- 1947 : 
  - Jean Bourdelle, journaliste et écrivain français († 9 janvier 2006).
  - Glenn Close, actrice américaine.
  - Erika Zuchold, gymnaste est-allemande, cinq fois médaillée olympique († 22 août 2015).
- 1948 : Leif Jenssen, haltérophile norvégien, champion olympique.
- 1949 :
  - Lydie Dattas, poétesse française.
  - Michel Sappa, rugbyman français.
- 1950 : 
  - Steve Houben, saxophoniste de jazz belge.
  - Lydia Wevers, écrivaine et critique littéraire néo-zélandaise († 4 septembre 2021).
- 1951 :
  - Fred Berry, acteur américain († 21 octobre 2003).
  - Wiebe Bijker, philosophe et sociologue néerlandais.
  - Sylvie Granotier, actrice et scénariste de télévision et de cinéma française.
  - Christine Laser, athlète allemande spécialiste du pentathlon.
  - Derek Longmuir (en), batteur écossais, membre fondateur du groupe Bay City Rollers.
- 1952 :
  - Wolfgang Ambros, compositeur autrichien.
  - Harvey Weinstein, producteur américain
- 1953 : Hans Rinn, lugeur est-allemand.
- 1954 : Jill Abramson, journaliste américaine.
- 1955 : Bruce Willis, acteur américain.
- 1956 :
  - Manchu (Philippe Bouchet dit), illustrateur français.
  - Chris O'Neil, joueuse de tennis australienne.
- 1957 : Serge Evdokimoff, joueur et entraîneur de hockey sur glace français.
- 1959 : Serge Grouard, homme politique français.
- 1960 : Yvon Le Roux, footballeur français.
- 1961 : Jos Lansink, cavalier belgo-néerlandais, champion olympique.
- 1962 : Iván Calderón, joueur de baseball portoricain († 27 décembre 2003).
- 1963 :
  - Neil LaBute, cinéaste américain.
  - Irina Slyusar, athlète ukrainienne spécialiste du 100 mètres et du 200 mètres.
- 1964 :
  - Jean-Louis Borg, entraîneur de basket-ball français.
  - Nicola Larini, pilote automobile italien.
  - Jake Weber, acteur britannique.
- 1966 :
  - Fred Kleinberg, artiste peintre et graveur français.
  - Olaf Marschall, footballeur allemand.
  - Giovanni Puggioni, athlète italien spécialiste du 200 mètres.
  - Anja Rupel, musicienne et journaliste slovène.
- 1969 :
  - Catherine Duchemin, judokate française.
  - Gary Jules, auteur-compositeur et chanteur américain.
- 1971 :
  - Nadja Auermann, mannequin et actrice allemande.
  - Jean-François Kosta-Théfaine, médiéviste français.
- 1972 :
  - Mallaury Nataf, chanteuse et actrice française.
  - Helena Vildová, joueuse de tennis tchèque.
- 1973 : Sergey Makarov, athlète russe, pratiquant le lancer du javelot.
- 1974 :
  - Vida Guerra, mannequin américain.
  - Marcel Tiemann, pilote automobile allemand.
- 1975 :
  - Antonio Daniels, joueur américain de basket-ball.
  - Lucie Laurier, actrice canadienne.
  - Le Jingyi, nageuse chinoise, championne olympique sur 100 m. nage libre.
- 1976 :
  - Andre Miller, joueur américain de basket-ball.
  - Alessandro Nesta, footballeur italien.
- 1978 :
  - Gabriel Heinze, footballeur argentin.
  - Cydonie Mothersill, athlète des îles Caïmans spécialiste du 200 mètres.
- 1979 : Ivan Ljubičić, joueur de tennis croate.
- 1980 :
  - Johan Olsson, skieur de fond suédois.
- 1981 :
  - Burcu Cetinkaya, pilote de rallye turque.
  - Kim Rae-won, acteur sud-coréen.
  - Kolo Touré, footballeur ivoirien.
- 1982 :
  - Nicole Ferroni, comédienne et humoriste française.
  - Alexandra Marinescu, gymnaste roumaine.
- 1983 :
  - José Gómez Maldonado, coureur cycliste mexicain.
  - Matthew Korklan, catcheur américain.
- 1984 :
  - Bianca Balti, mannequin italienne.
  - Simon Doreille, hockeyeur français.
- 1985 : 
  - Grégoire de Fournas, homme politique français membre du Rassemblement national.
  - Mohamed Lamine Zemmamouche, footballeur algérien.
- 1986 :
  - Tyler Bozak, hockeyeur canadien.
  - Roman Eremenko, joueur finlandais de football.
  - Susanne Sundfør, autrice, compositrice et interprète norvégienne.
- 1987 : Fradique Mendes Ferreira, auteur-compositeur-interprète, membre du groupe Calema
- 1988 :
  - Clayton Kershaw, joueur de baseball américain.
  - Zhou Lulu, haltérophile chinoise.
- 1989 : Craig Lamar Traylor, acteur américain.
- 1990 :
  - Derick Ogbu, footballeur nigérian.
  - Sergueï Ostaptchouk, joueur professionnel de hockey sur glace russe et biélorusse († 7 septembre 2011).
  - Antoine Valois-Fortier, judoka canadien.
- 1991 : Chukwudiebere Maduabum, basketteur nigérian.
- 1993 :
  - Maria Andrade, taekwondoïste cap-verdienne.
  - Tessa Wullaert, footballeuse belge.
  - Hakim Ziyech, footballeur international marocain.
- 1995 : Houria Boukrif, lutteuse algérienne.
- 1997 :
  - Rūta Meilutytė, nageuse lituanienne spécialiste de brasse.
  - Ariane Roy, auteure-compositrice-interprète québécoise.
- 1998 : Sakura Miyawaki (宮脇咲良), chanteuse japonaise.
- 1999 : 
  - Gabby Petito (Gabrielle Venora Petito), jeune femme américaine disparue puis victime d'un fait divers en cours défrayant la chronique judiciaire américaine voire au-delà († à l'entour du 27 août 2021).
  - La grande dame, drag queen française, mannequin

### XXIesiècle
- 2001 : Ernest Muçi, footballeur albanais.

## Décès

### XIIIesiècle
- 1238 : Henri Ier le Barbu, duc de Cracovie (°C. 1170).
- 1279, à 8 ans : Song Bing, empereur de Chine (° 12 février 1271).
- 1286 : Alexandre III, roi d'Écosse (° 4 septembre 1241).

### XIVesiècle
- 1327 : Blanche, princesse bretonne (° 1270).

### XVesiècle
- 1492 : Philippe II de Nassau-Weilbourg, fils de Philippe Ier de Nassau-Weilburg et de Élisabeth de Lorraine-Vaudémont (° 12 mars 1418).

### XVIIesiècle
- 1626 : Pierre Coton, prêtre jésuite français et confesseur du roi Henri IV et Louis XIII (° 7 mars 1564).
- 1649 : Gérard Vossius, universitaire néerlandais (° 1577).
- 1654 : Matsudaira Norinaga, daimyō du début de l'époque d'Edo du Japon (° 26 février 1600).
- 1683 : Thomas Killigrew, dramaturge anglais (° 7 février 1612).
- 1687 : René Robert Cavelier de La Salle, explorateur français (° 22 novembre 1643).
- 1697 : Nicolaus Bruhns, organiste et compositeur allemand (° 1665).

### XVIIIesiècle
- 1721 : Clément XI, pape (° 23 juillet 1649).
- 1747 : Catherine Opalinska, reine de Pologne, belle-mère du roi Louis XV (° 13 octobre 1682).
- 1757 : Ferdinand-Joseph de Cupis Camargo, violoniste et maître à danser († 29 février 1684).
- 1794 : Louis de La Roche-Saint-André, officier de marine, devenu chef vendéen durant la Révolution (° 1er octobre 1753).

### XIXesiècle
- 1823 : Louis Marie de Bourbon, prélat espagnol (° 22 mai 1777).
- 1825 : Jean-Baptiste Raymond, homme politique canadien (° 6 décembre 1757).
- 1829 : Alexandre de Lameth, général et homme politique français (° 28 octobre 1760).
- 1837 : François Pougeard du Limbert, jurisconsulte et parlementaire français (° 3 juillet 1753).
- 1852 : Zoé Talon, maîtresse de Louis XVIII (° 25 août 1785).
- 1867 : Louis Clapisson, musicien français (° 5 septembre 1808).
- 1870 : Antoine Aude, homme politique français (° 17 janvier 1799).
- 1872 : Joseph Bates, homme d'Église américain (° 8 juillet 1792).
- 1875 : Jean-Baptiste Vuillaume, luthier français (° 7 octobre 1798).
- 1897 : 
  - Antoine d'Abbadie d'Arrast, savant et voyageur français (° 3 janvier 1810).
  - Frédéric-François III de Mecklembourg-Schwerin (Ludwigslust, 19 mars 1851 - Cannes, 10 avril 1897), quatrième et avant-dernier grand-duc de Mecklembourg-Schwerin de 1883 à 1897.
- 1899 : Charles Naudin, naturaliste et botaniste français (° 14 août 1815).
- 1900 : Charles-Louis Hanon, compositeur et pédagogue français (° 2 juillet 1819).

### XXesiècle
- 1901 :
  - François Chifflart, peintre, dessinateur et graveur français (° 25 mars 1825).
  - Philippe Gille, journaliste et librettiste français (° 10 décembre 1831).
- 1904 : Gabriel Viardot, ébéniste français (° 2 janvier 1830).
- 1907 :
  - Aimé Laussedat, astronome français (° 19 avril 1819).
  - Émile Mauchamp, médecin français (° 3 mars 1870).
- 1914 : Giuseppe Mercalli, volcanologue italien (° 21 mai 1850).
- 1925 : Firmin Bouisset, illustrateur, lithographe et affichiste français (° 2 septembre 1859).
- 1930 : Arthur Balfour, homme d'État britannique, Premier ministre du Royaume-Uni de 1902 à 1905 (° 25 juillet 1848).
- 1936 : Ottilia Adelborg, artiste suédoise (° 6 décembre 1855).
- 1939 : Charles Guérin, peintre français (° 21 février 1875).
- 1940 : Gustave Sap, homme politique belge (° 21 janvier 1886).
- 1942 : Clinton Hart Merriam, zoologiste américain (° 5 décembre 1855).
- 1943 :
  - Frank Nitti, gangster italo-américain (° 27 janvier 1886).
  - Fred Scamaroni, haut fonctionnaire français (° 24 octobre 1914).
- 1944 : Édouard de Castelnau, militaire français (° 24 décembre 1851).
- 1945 :
  - Georges André, pilote de bobsleigh et joueur de curling français (° 26 juillet 1876).
  - Marcel Callo, bienheureux catholique français rennais (° 6 décembre 1921).
- 1946 : Louis Vernet, archer français (° 5 mai 1870).
- 1950 :
  - Edgar Rice Burroughs, écrivain américain, créateur de Tarzan (° 1er septembre 1875).
  - Walter Norman Haworth, chimiste britannique, prix Nobel de chimie 1937 (° 19 mars 1883).
- 1951 :
  - Léon Faure, industriel français (° 12 décembre 1866).
  - Jack Jones, joueur de rugby à XV gallois (° 2 mars 1886).
  - Titys (Auguste Fernand Martin dit), acteur français (° 25 septembre 1882).
- 1953 :
  - Irène Bordoni, actrice de cinéma française (° 16 janvier 1889).
  - Arkadi Chvetsov, motoriste aéronautique soviétique (° 24 janvier 1892).
- 1955 : Édouard Filliol, joueur professionnel suisse de hockey sur glace (° 16 décembre 1895).
- 1958 : Vernon Ransford, joueur de cricket australien (° 20 mars 1885).
- 1960 : Adolf Schulten, archéologue, historien et philosophe allemand (° 27 mai 1870).
- 1961 : Maurice de Wendel, administrateur de sociétés français (° 28 février 1879).
- 1962 : Paul Remy, spéléologue et zoologiste français (° 7 novembre 1894).
- 1965 : Pierre Chayriguès, footballeur français (° 1er mai 1892).
- 1975 : André Gabriello, acteur français (° 15 octobre 1896).
- 1976 :
  - Albert Dieudonné, acteur français (° 26 novembre 1889).
  - Paul Kossoff, musicien britannique, guitariste du groupe Free (° 14 septembre 1950).
- 1978 : 
  - M. A. Ayyangar homme politique indien (° 4 février 1891).
  - Gaston Julia, mathématicien français académicien ès sciences (° 3 février 1893).
- 1979 : John Tate, acteur australien (° 5 janvier 1915).
- 1981 :
  - Marcel Cadieux, diplomate canadien (° 17 juin 1915).
  - Tampa Red, musicien américain (° 8 janvier 1904 ?).
- 1982 : Randy Rhoads, musicien américain (° 6 décembre 1956).
- 1985 : Arthur Leblanc, violoniste et pédagogue canadien (° 18 août 1906).
- 1987 : Louis de Broglie, physicien français, prix Nobel de physique de 1929 et académicien français (° 15 août 1892).
- 1988 :
  - Bun Cook, joueur et entraîneur canadien de hockey sur glace (° 18 septembre 1904).
  - Jean-Claude Reynal, dessinateur et graveur français (° 18 février 1938).
- 1990 : Leopold Neumer, joueur international de football autrichien puis allemand (° 8 février 1919).
- 1992 : Cesare Danova, acteur italien (° 1er mars 1926).
- 1993 :
  - Roger Michelot, boxeur français, champion olympique en 1936 (° 8 juin 1912).
  - Karen Dalton, chanteuse de folk américaine (° 19 juillet 1937)
- 1994 : Charles Paris, encreur et lettreur américain de comics (° 25 septembre 1911).
- 1996 :
  - Otto Hahn, critique d’art français (° 6 décembre 1928 ou 1935).
  - Virginia Henderson, infirmière, enseignante et chercheuse américaine (° 30 novembre 1897).
  - Chen Jingrun, mathématicien chinois (° 22 mai 1933).
  - Jean Osouf, sculpteur français (° 15 juin 1898).
  - Alan Ridout, compositeur britannique (° 9 décembre 1934).
- 1997 :
  - Charles Dorat, acteur et scénariste français (° 21 janvier 1906).
  - Jacques Foccart, haut fonctionnaire français (° 31 août 1913).
  - Eugène Guillevic, poète français (° 5 août 1907).
  - Willem de Kooning, peintre néerlandais (° 24 avril 1904).
  - Michel May, haut-fonctionnaire et dirigeant de télévision français (° 10 juin 1925).
- 1998 :
  - Gilbert Bourdin, gourou français autoproclamé « Messie cosmoplanétaire » par ses affidés et lui-même (° 25 juin 1923).
  - Jean Rouxel, chimiste français (° 24 février 1935).
  - Catherine Sauvage, chanteuse et actrice française (° 26 mai 1929).
- 1999 : Joseph DePietro, haltérophile américain (° 8 juin 1914).

### XXIesiècle
- 2001 : Gordon Brown, joueur de rugby écossais (° 1er novembre 1947).
- 2002 :
  - John Patton, musicien de jazz américain (° 12 juillet 1935).
  - Erkki Salmenhaara, compositeur et professeur de musicologie finlandais (° 12 mars 1941).
  - Patrick Schulmann, réalisateur, scénariste et compositeur français (° 2 janvier 1949).
- 2003 :
  - Jeanne Bourin, romancière française (° 13 janvier 1922).
  - Émile Genest, acteur canadien (° 27 juillet 1921).
  - Karl Kling, pilote automobile allemand (° 16 septembre 1910).
  - Ernest Risse, peintre français (° 22 février 1921).
- 2004 :
  - Mitchell Sharp, homme politique canadien (° 11 mai 1911).
  - Ted Walker, poète, écrivain, dramaturge et présentateur de télévision britannique (° 28 novembre 1934).
- 2005 : John DeLorean, industriel américain (° 6 janvier 1925).
- 2006 : Ernesto Duchini, footballeur argentin (° 15 novembre 1910).
- 2007 :
  - André Berne-Joffroy, écrivain et critique d'art français (° 11 avril 1915).
  - Christian Biegalski, scénariste français (° 13 octobre 1949).
  - Calvert DeForest, acteur américain (° 23 juillet 1921).
  - Robert Dickson, poète canadien (° 23 juillet 1944).
  - Luther Ingram (en), chanteur et compositeur américain (° 30 novembre 1937).
  - Renée Maheu, soprano, biographe et journaliste canadienne (° 14 février 1929).
- 2008 :
  - Arthur C. Clarke, écrivain britannique (° 16 décembre 1917).
  - Hugo Claus, écrivain belge (° 5 avril 1929).
  - Ivan Dixon, acteur américain (° 6 avril 1931).
  - Paul Scofield, acteur britannique (° 21 janvier 1922).
- 2009 : Ezio Flagello, chanteur lyrique américain (° 28 janvier 1931).
- 2011 :
  - Patrick Ahern (en), évêque catholique auxiliaire émérite américain de New York (° 8 mars 1919).
  - Argentino Luna, chanteur folklorique et compositeur argentin (° 21 juin 1941).
- 2012 :
  - Ulu Grosbard, réalisateur américain d'origine belge (° 9 janvier 1929).
  - Olivier Rey, journaliste sportif français (° 1955).
- 2015 : Michel Albert, économiste français académicien ès sciences morales et politiques (° 25 février 1930).
- 2020 : Herbert Marx, homme politique et magistrat québécois (° 16 mars 1932).
- 2021 : 
  - Bernard Hugo || Homme politique français (° 4 octobre 1930).
  - Henry Wanton Jones, peintre et sculpteur canadien (° 11 mai 1925).
  - Glynn Lunney, ingénieur en aérospatiale américain (° 27 novembre 1936).
  - Richard Mendani, homme d'affaires et politique papou-néo-guinéen (° 16 août 1967).
  - Gabriel Milési, journaliste et écrivain français (° 7 août 1947).
  - Elsa Peretti, créatrice de bijoux italienne (° 1er mai 1940).
- 2022 : 
  - Shahabuddin Ahmed, homme d'État bangladais (° 1er février 1930).
  - Federico Martín Aramburú, joueur de rugby à XV argentin (° 20 janvier 1980).
  - Pierre Carron, peintre et sculpteur français (° 16 décembre 1932).
  - Michail Jurowski, chef d'orchestre russe et allemand (° 25 décembre 1945).
  - Roberts Ķīlis, universitaire letton (° 14 mars 1968).
  - Scoey Mitchell, acteur américain (° 12 mars 1930).
  - Pierre Naftule, écrivain, producteur et metteur en scène suisse (° 5 décembre 1960).
  - Andreï Pali, militaire russe d'origine ukrainienne et psychologue militaire (° 13 février 1971).
  - Marian Zembala, médecin et homme politique polonais (° 11 février 1950).
- 2023 : 
  - Jean-Jacques Favier, physicien et spationaute français (° 13 avril 1949).
  - Jean-François Fogel, journaliste et essayiste français (° 3 mars 1947).
  - Marisol Malaret, animatrice de télévision et mannequin portoricaine (° 13 octobre 1949).
  - Rui Nabeiro, entrepreneur portugais, fondateur du groupe Delta Cafés (° 28 mars 1931).
  - Petar Nadoveza, footballeur international et entraîneur yougoslave puis croate (° 9 avril 1942).
  - Nguyễn Thế Anh, historien vietnamien, spécialiste de l'Asie du Sud-Est (° 1er juin 1938).
- 2024 :
  - Raymond Boulanger, pilote de brousse et trafiquant de drogue canadien (° 1948).
  - Neeli Cherkovski, poète américain (° 1er juillet 1945).
  - Réda Dalil, journaliste et écrivain marocain (° 3 mai 1978).
  - Léonard Forest, artiste, poète et cinéaste canadien (° 17 janvier 1928).
  - Ersen Martin, footballeur turc (° 23 mai 1979).
  - Yves Michaud, homme politique et un journaliste canadien (° 13 février 1930).
  - Vassili Outkine, journaliste sportif soviétique puis russe (° 26 mars 1972).
  - Jean-Luc Seret, joueur d'échecs français (° 4 septembre 1951).
  - M. Emmet Walsh, acteur américain (° 22 mars 1935).
- 2025 :
  - Calistrat Cuțov, boxeur roumain (° 10 octobre 1948).
  - Andrija Delibašić, footballeur monténégrin (° 24 avril 1981).
  - Ellen Ringier, juriste, philanthrope et éditrice suisse (° 7 décembre 1951).

## Célébrations

### Internationale possible
- Journée mondiale de l'apprentissage numérique instaurée par l'UNESCO en 2023[7].
- Date possible pendant la semaine internationale de la courtoisie au volant (sur la route)[8].
- Algérie : fête de la victoire de 1962.
- Espagne, Italie, Portugal : fête des pères.
- Province de Valence (Espagne) : falles (en valencien) / fallas (en castillan), fête populaire en l'honneur de la saint-Joseph ci-après.
- Finlande : jour de l'égalité hommes-femmes en mémoire de Minna Canth ci-avant (19 mars 1844 - 1897) depuis 2007.
- France : cessez-le-feu en Algérie commémoré par la FNACA, journée nationale du souvenir en mémoire des victimes civiles et militaires de la guerre d'Algérie et des combats en Tunisie et au Maroc[9], venant apparemment en concours'' avec une journée du 5 décembre[10].
- Pologne : journée de l'unité des cachoubes.
- Calendrier pataphysique : mercredi 25 pédale, fête suprême quarte de Peligraf Poligrafovitch, chien.
- Discordianisme : mojoday célébré le 5 du mois de la discorde, dans le calendrier discordien.

### Religieuses
- Fêtes religieuses romaines : premier jour des quinquatries (ou quinquatria, de quinquatrus en latin), en l'honneur de la déesse Minerve (l'Athéna des anciens Grecs).
- Bahaïsme : dix-huitième jour du mois de l'élévation / ‘alá’ consacré au jeûne, dans le calendrier badí‘.
- Vatican : anniversaire de la messe d'inauguration du pape depuis l'intronisation le 19 de l'Argentin Jorge Bergoglio comme souverain pontife sous le pseudonyme de François, le 19 mars 2013.

### Saints des Églises chrétiennes

#### Saints catholiques et orthodoxes du jour
Saints catholiques et orthodoxes du jour :
- Adrien de Maestricht († vers 668), moine.
- Alcmond de Derby († vers 800), prince de la Northumbrie, exilé chez les Pictes, martyr.
- Amance de Gand (nl) († 667), diacre, compagnon de saint Landoald.
- Auxile de Killossey († v. 460), compagnon de saint Patrick, évêque.
- Colocer († VIe siècle), saint breton.
- Corbase († VIIe siècle), moine.
- Cuthbert († ?), évêque breton.
- Jean de Parrano († VIe siècle), abbé près de Spolète en Italie centrale.
- Joseph († Ier siècle), époux de Marie (mère de Jésus), père au moins nourricier et éducateur de ce dernier, patron de l'Église universelle.
- Lachtain de Freshford († 672), fondateur d'une abbaye à Freshford (en irlandais : Achadh Úr).
- Landoald de Wintershoven († vers 667), missionnaire envoyé par le pape saint Martin Ier en Gaule belge.
- Léonce de Saintes († 640), 12e évêque de Saintes.
- Mansuet († Ve siècle), évêque.
- Pancaire († IIIe siècle), martyr à Nicomédie.
- Quinctus, Quinctille, Quartille et Marc († IIIe siècle), martyrs à Sorrente.

#### Saints et bienheureux catholiques du jour
Saints et bienheureux catholiques du jour :
- André Gallerani († 1251), bienheureux laïc italien fondateur d'une congrégation pour le soin des malades.
- Clément de Dunblane († 1258), religieux dominicain devenu évêque en Écosse.
- Isnard de Chiampo (en) († 1244), bienheureux religieux dominicain italien.
- Jean de saint Dominique Martinez (pl) († 1619), bienheureux prêtre dominicain espagnol, martyr à Suzuta près d'Ōmura.
- Jean de Parme († 1289), bienheureux franciscain italien - 7e ministre général des franciscains de 1247 à 1257.
- Marc de Montegallo († 1496), bienheureux prêtre franciscain italien, fondateur de mont-de-piété.
- Marcel Callo († 1945), bienheureux laïc français, martyr à Mauthausen.
- Narcisse Turchan (pl) († 1942), bienheureux franciscain polonais, martyr à Dachau.
- Sibylline Biscossi (it) († 1367), bienheureuse recluse du tiers-ordre dominicain italienne.
- Vincenz Prennushi († 1949), bienheureux évêque albanais.

#### Saints orthodoxes du jour (aux dates parfois"juliennes"/ orientales)
Saints orthodoxes du jour :
- Dimitri le Tourneur († 1564), néo-martyr.
- Innocent de Vologda († 1521), moine.

### Prénoms du jour
Bonne fête aux Joseph, en mémoire de Joseph le Juste ;
- à ses variantes masculines : Jeff (plus souvent pour Jean-François), Jeuso (dicton plus loin), Jocelin, Jocelyn, Joe, Joé, Joey, Jojo, Joop, Joschka, Jose, José, Josef, Joselin, Joselito, Josélito, Joséphin, Joset, Josian, Joska, Joso (dicton), Jospin, Josquin, Josse, Josselin, Josselyn, Joszef, Jozeb, Jozsef, Jupp, Gepetto (Japhet ?), Giuseppe, Pep, Pepe, Pépé, Pepito, Peppe, Sepp, Youssef, Youcef, Youssouf, Yusuf, Youss, Youssouph(a), Yuçuf, Youssoup, Yosi, Yosip, Yossi voire Yossef, Yochka ;
- à leurs variantes féminines : Joceline, Jocelyne, Joséane, Josée, Josefa, Joséfa, Josefina, Joséfina, Josélaine, Josélène, Joseline, Joséline, Joselita, Josélita, Joselle, Joselyne, Josélyne, Josépha, Josèphe, Joséphine, Josette, Josiana, Josiane, Josianne, Josseline, Josselyne, Josyane, Joszefa, Jozsefa, Giusepina, Giuseppina (Pina partageable avec les Philippina), Marie-Jo(e), Marie-José, Marie-Josée, Marie-Josèphe, Marie-Joséphine, Pepa, Pépa, Pepe, Pépé(e), Pepi, Pepita, Pépita, Peppa, Peppi, Pepy, Yossef(a).

Et aussi aux :
- Isnard,
- Landoald.

## Traditions et superstitions
Au Moyen Âge ce jour était une fête de printemps : souvent les fiancés de la saint-Valentin (14 février) se mariaient accompagnés de processions et de « pains de Saint-Joseph » représentant des fruits ou des fleurs symboles de renouveau printanier et de bonnes récoltes espérées (dicton ci-après).

### Dictons
Personnage célèbre et symbolique, Joseph fait l'objet de nombreux dictons dont :
- « À la saint-Joseph beau temps, promesse de bon an. »[13]
- « À la saint-Joseph, revient l'aronde. »[13] [l'hirondelle, qui fait le printemps]
- « À la saint-Joseph, souvent s'éveillent l'orvet, le lézard et l'abeille. »[13]
- « À la saint-José, sème tes poués [pois]. » (Poitou, Bretagne)[13]
- « Chaud à la saint-Joseph, fera l'été bref. » (Provence)[réf. nécessaire]
- « Les copeaux de saint-Joseph : giboulées de neige en mars car Saint Joseph était charpentier. » (Savoie, Haute-Savoie)[14]
- « Plante tes oignons à la saint- Joseph, ils seront gros comme tes fesses. »[15]
- « Pour la saint-Jeuso, on marie les oiseaux, pour la saint Béni [-Benoît des 11 juillet]ʼ, on cherche les nids. » (Languedoc : l’interdiction par l’Église de faire noce pendant le Carême afin de ne pas rompre le jeûne était levée en ce jour, Joseph symbolisant la continence conjugale)[13]
- « Pour la saint-Joseph, mon cousin, taille les arbres du jardin. »[16]
- « Pour la saint-Joseph, on marie les sots », dicton faisant allusion aux infortunes conjugales probables du futur époux. En fait Joseph était considéré comme le protecteur des maris et les jeunes filles lui faisaient des offrandes pour qu’il leur fît voir en rêve leur futur époux.
- « Pour la saint-Joso, chaque oiseau bâtit son château. »[13]
- « Qui veut bonne melonnière, à saint-Joseph doit la faire. »[13]
- « Si le vent se lève le jour de la saint-Joseph, la mer se couvre d’écume. » [l'écume représente la barbe de Joseph, sinon de Neptune / Poséïdon ancien nom romain / grec du dieu antique de la mer][13]
- « Temps clair à la saint-Joseph, miellée abondante. »[réf. nécessaire]

### Astrologie
- Signe du zodiaque : 29e et avant-dernier jour du signe astrologique des Poissons (30e en cas d'année bissextile).

## Toponymie
De nombreuses voies, places ainsi que des sites et édifices portent le nom de cette date en langue française et figurent dans la page d'homonymie Dix-Neuf-Mars , par exemple pour l'Algérie en 1962.